# Dotillidae
Dotillidae (лат.) — семейство крабов из отряда десятиногих раков. Насчитывает 59 видов, почти половина из которых относится к роду Ilyoplax. Представители родов Scopimera и Dotilla оставляют заметные скопления песчаных шариков на песчаных пляжах в тропическом и субтропическом Индо-Тихоокеанском регионе.

## Роды
В настоящее время известно девять родов:
- Dotilla Stimpson, 1858
- Dotilloplax Tweedie, 1950
- Dotillopsis Kemp, 1919
- Ilyoplax Stimpson, 1858
- Potamocypoda Tweedie, 1938
- Pseudogelasimus Tweedie, 1937
- Scopimera De Haan, 1835
- Shenius Serène, 1971
- Tmethypocoelis Koelbel, 1897